# Överflärken (Hammerdals socken, Jämtland)
Överflärken är en sjö i Strömsunds kommun i Jämtland och ingår i Indalsälvens huvudavrinningsområde. Sjön har en area på 0,0721 kvadratkilometer och ligger 298,1 meter över havet. Överflärken ligger i Ammerån Natura 2000-område. Sjön avvattnas av vattendraget Mörtsjöbäcken.

## Delavrinningsområde
Överflärken ingår i det delavrinningsområde (704254-148792) som SMHI kallar för Ovan Neningsbäcken. Medelhöjden är 310 meter över havet och ytan är 3,7 kvadratkilometer. Räknas de 2 avrinningsområdena uppströms in blir den ackumulerade arean 49,39 kvadratkilometer. Mörtsjöbäcken som avvattnar avrinningsområdet har biflödesordning 3, vilket innebär att vattnet flödar genom totalt 3 vattendrag innan det når havet efter 192 kilometer. Avrinningsområdet består mestadels av skog (79 procent). Avrinningsområdet har 0,07 kvadratkilometer vattenytor vilket ger det en sjöprocent på 1,9 procent.